# Three Chords and the Truth
Three Chords and the Truth é o álbum de estreia da cantora Sara Evans, lançado em 1 de Julho de 1997.

## Faixas
1. "True Lies" (Al Anderson, Sara Evans, Sharon Rice) — 2:34
2. "Shame About That" (Evans, Jamie O'Hara) — 2:02
3. "Three Chords and the Truth" (Evans, Ron Harbin, Aimee Mayo) — 3:59
4. "If You Ever Want My Lovin'" (Evans, Melba Montgomery, Billy Yates) — 2:32
5. "Imagine That" (Justin Tubb) — 3:20
6. "Even Now" (Evans, Eddie Hill) — 2:24
7. "I Don't Wanna See the Light" (Evans, Bill Rice, S. Rice) — 3:32
8. "I've Got a Tiger By the Tail" (Harlan Howard, Buck Owens) — 2:24
9. "Unopened" (Leslie Satcher) — 3:16
10. "Walk out Backwards" (Bill Anderson) — 2:39
11. "The Week the River Raged" (John Bettis, Evans, Jim Rushing) — 3:58

## Desempenho nas paradas musicais
| Parada musical (1997)           | Posição |
| ------------------------------- | ------- |
| Estados Unidos - Country Albums | 56      |